# Брюханов, Анастасий Степанович
Анаста́сий Степа́нович Брюха́нов (5 октября 1928 года — 6 февраля 1993 года) — строитель. Герой Социалистического Труда.

## Биография
Анастасий Брюханов родился 5 октября 1928 года в крестьянской семье в деревне Горка[уточнить] Рослятинского района (ныне территория Тотемского района) Вологодской области. В Мурманскую область — в Мончегорск — Брюханов попал в 14 лет. В Мончегорске он окончил школу ФЗО и в 1949 году устроился на работу в трест «Кольстрой». Позже Анастасий Степанович работал на строительстве объектов в Оленегорске и Африканде.
С 1957 года занимал должность бригадира комплексной бригады управления «Жилстрой» треста «Кольстрой». Бригада Брюханова принимала участие в строительстве комбината «Североникель» и целого ряда жилых домов и зданий Мончегорска — Дворца культуры металлургов, поликлиники, школы, детских садов. Одновременно с работой Анастасий Степанович учился в Мончегорском политехническом техникуме, по окончании которого Брюханов работал мастером, позже — прорабом, а затем — производителем работ управления «Жилгражданстрой». По руководством Анастасия строился детский сад № 39 на улице Бредова — сложное для строительства и уникальное для города здание со стеклянной крышей, зимним садом и плавательным бассейном.
«За выдающиеся успехи, достигнутые в выполнении заданий семилетнего плана по капитальному строительству» 11 августа 1966 года указом Президиума Верховного Совета СССР Брюханову Анастасию Степановичу было присвоено звание Героя Социалистического Труда и вручены орден Ленина и Золотая медаль «Серп и Молот».
Анастасий Степанович становился депутатом городского Совета Мончегорска, членом горкома КПСС. Выйдя на пенсию, Брюханов некоторое время работал мастером в городском училище.
Умер Анастасий Брюханов в Мончегорске 6 февраля 1993 года, в возрасте 64 лет. Могила героя находится на городском кладбище Мончегорска.
21 августа 1987 года решением исполнительного комитета городского Совета № 185 он был включён в список почётных граждан Мончегорска.